# Юрате и Каститис
Юра́те и Касти́тис (лит. Jūratė ir Kastytis) — одна из известнейших народных литовских сказок. Впервые была записана в 1842 году Людвиком Юцевичем и с тех пор неоднократно использовалась в поэмах, балете и даже рок-опере.

## Этимология
Имя Юрате происходит от литовского слова jūra — море.

## Сюжет
Сюжет варьируется в зависимости от версий сказки, но основное содержание похоже.
Богиня Юрате жила на дне Балтийского моря в янтарном дворце и следила за морским порядком. Молодой рыбак Каститис из деревни Швянтойи вызвал гнев богини тем, что наловил слишком много рыбы. Юрате поднялась из глубин в образе ундины (морской девы), чтобы наказать рыбака, но влюбилась и забрала юношу в свой дворец. Они счастливо жили, пока громовержец Перкунас не узнал о любви богини и простого смертного. Перкунас разозлился и разбил янтарный дворец на миллионы кусочков, а Юрате приковал к скале на дне морском. Именно поэтому, по легенде, балтийский берег после шторма усеивается янтарём.
По одной версии Юрате спасла возлюбленного от смерти во время шторма; по другой — Каститис погиб, и Юрате оплакивает его по сей день: её слёзы падают янтарём (чистым и прозрачным, какой была любовь Юрате и Каститиса), а рыдания принимаются за завывания бури.

Янтарное ожерелье и серебряная корона Юрате на гербе города Паланга.

## Культурное значение
Среди литовских сказок две любимы больше прочих — это «Юрате и Кастутис» и «Эгле, королева ужей». Они уходят корнями в литовскую мифологию и пытаются объяснить происхождение повседневных вещей.
В курортном городе Паланга с 1960 года стоит фонтан, посвящённый Юрате и Каститису (скульптура Н. Гайгалайте). Герб города разрабатывался с оглядкой на легенду: лазурное поле символизирует Балтийское море, янтарное ожерелье напоминает о древнем искусстве, а серебряная корона — морскую богиню Юрате.
В Польше существует морской курорт Юрата по имени легендарной богини.
Красивая легенда вдохновляла в разные времена на создание литературных и музыкальных произведений. В 1920 году выдающийся литовский поэт Майронис написал балладу, воспевая влюблённых. Иллюстрации к этому произведению Vaclovas Rataiskis-Ratas заслужили признание на всемирной выставке в Париже (1937). В 1933 году на музыку Груодиса был поставлен балет, в 1955 — опера и написан спектакль. В 2002 году к 750-й годовщине в Клайпеде была поставлена рок-опера. Концовка оперы печальна — замок разрушен, а влюблённые разлучены.
В 1959 году литовская легенда появилась в СССР в виде мультипликационного фильма «Янтарный замок».
Поэт Иосиф Бродский упоминает в своём стихотворении «В Паланге» (1967) Юрате и Каститиса:

…Конец сезона. Столики вверх дном.

Ликуют белки, шишками насытясь.

Храпит в буфете русский агроном,

как свыкшийся с распутицею витязь.

Фонтан журчит, и где-то за окном

милуются Юрате и Каститис…
— Иосиф Бродский, «В Паланге» (фрагмент), 1967